# Yuxarı Zeyxur
Yuxarı Zeyxur (ryska: Юхары-Зейхур) är en ort i Azerbajdzjan.   Den ligger i distriktet Qusar Rayonu, i den nordöstra delen av landet, 180 km nordväst om huvudstaden Baku. Yuxarı Zeyxur ligger 453 meter över havet och antalet invånare är 861.
Terrängen runt Yuxarı Zeyxur är kuperad åt sydväst, men åt nordost är den platt. Närmaste större samhälle är Qusar, 16,2 km söder om Yuxarı Zeyxur.
Trakten runt Yuxarı Zeyxur består till största delen av jordbruksmark. Runt Yuxarı Zeyxur är det ganska glesbefolkat, med 48 invånare per kvadratkilometer.